# Auguste de Morsier
Auguste George de Morsier (* 12. Dezember 1864 in Vernier am Plonjon; † 6. Dezember 1923 in Genf) war ein Schweizer Ingenieur, Journalist und Frauenrechtler. Er war der erste Präsident des Schweizerischen Verbands für Frauenstimmrecht (1909–1912).

## Leben

### Familie und Herkunft
Auguste de Morsier wurde am Plonjon in Vernier im Kanton Genf geboren. Er war der Sohn des Bankiers Gustave de Morsier und der Frauenrechtlerin Émilie de Morsier (geb. Naville, 1843–1896). Die erste Lebenshälfte verbrachte er in Paris und Mülhausen.
De Morsier heiratete in erster Ehe Blanche Clapède, die 1919 starb. Wenige Jahre später heiratete er Alice Mittendorf. Nach einer langen Krankheit verstarb er am 6. Dezember 1923 im Alter von 59 Jahren.

### Beruflicher Werdegang
De Morsier absolvierte eine Ingenieurausbildung, arbeitete im Bereich Patente und leitete mehrere Unternehmen (Compagnie du Métal Delta, Filature Ramie, Filature Astruc et Cie). Seine ersten journalistischen Schritte machte er als wissenschaftlicher Korrespondent für das Journal de Genève und die Revue d’électricité.

### Politisches Engagement
Von 1904 bis 1910 war de Morsier Abgeordneter im Grossen Rat des Kantons Genf für die Partei Groupe National.

## Feministisches und soziales Engagement

### Soziale Käuferliga der Schweiz
1906 war Auguste de Morsier zusammen mit Emma Pieczynska-Reichenbach und Helene von Mülinen Mitgründer der Sozialen Käuferliga der Schweiz (SKL) in Bern. Die Organisation setzte sich für bessere Arbeitsbedingungen und faire Löhne durch bewussten Konsum ein und gilt als wichtige Vorläuferin der modernen Fair-Trade-Bewegung.
Im Jahr der Gründung veröffentlichte de Morsier sein grundlegendes Werk Le Rôle de l’Acheteur dans les Conflits Économiques («Die Rolle des Käufers in wirtschaftlichen Konflikten»), das die theoretische Grundlage für die Arbeit der SKL bildete. Ein ins Deutsche übersetzter Auszug aus diesem mehrere hundert Seiten starken Buch wurde bereits 1906 in der Zeitschrift Neue Wege veröffentlicht, was die enge Verbindung der SKL zur religiös-sozialen Bewegung verdeutlichte.
Die drei Gründer waren bereits vor 1906 eng miteinander vernetzt und bewegten sich in denselben religiös-sozialen, feministischen und abolitionistischen Kreisen. De Morsier und seine Mitstreiterinnen verfolgten das Ziel, «den Käufer [zu] erziehen, damit er seine Käufe zu einer überlegten Tat gestalte». Der Leitspruch der Organisation lautete: «Wer lebt, muss kaufen. Wer kauft, hat Macht. Und Macht verpflichtet.»

### Frauenstimmrechtsbewegung
1907 gründete Auguste de Morsier die Association genevoise pour le suffrage féminin (Genfer Verein für das Frauenstimmrecht) und wurde deren erster Präsident – als einziges männliches Mitglied bei der Gründung. 
1909 war er Mitgründer des Schweizerischen Verbands für Frauenstimmrecht zusammen mit Pauline Chaponnière-Chaix und Camille Vidart. Er übte das Präsidium von 1909 bis 1912 aus.

### Weitere soziale Aktivitäten
Auguste de Morsier kämpfte für die Abschaffung der regulierten Prostitution und leitete die Ligue française pour le relèvement de la moralité publique (Französische Liga zur Hebung der öffentlichen Moral).
1902 war er Mitgründer der Union d’Art social, die sich zum Ziel setzte, die Kunst in den unteren Gesellschaftsschichten zu verbreiten. Er war auch Mitgründer und Sekretär der Ligue philarménienne (Philarmenische Liga).

## Schriften
- Le droit des femmes et la morale intersexuelle, une question d’éducation sociale (deutsch: Frauenrechte und intersexuelle Moral – eine Frage der sozialen Erziehung). Kundig, Genf 1903[7][8].
- Le Rôle de l’Acheteur dans les Conflits Économiques. Foyer solidariste de librairie et d’édition, Paris 1906.